# 莫索
莫索（義大利語：Mosso），曾是意大利比耶拉省的一个市镇。总面积18平方公里，人口1683人，人口密度93.5人/平方公里（2009年）。ISTAT代码为096084。
2019年1月1日，莫索与其它三个市镇一起合并为新的瓦尔迪拉纳市镇。